# ر. اعتمادی
رجب‌علی اعتمادی (۳۰ بهمن ۱۳۱۲ – ۲۱ تیر ۱۴۰۲) مشهور به ر. اعتمادی نویسنده، رمان‌نویس و روزنامه‌نگار اهل ایران بود. وی به‌خاطر نوشتن رمان‌های عامه‌پسند شهرت داشت.

## زندگی
رجب‌علی اعتمادی در سال ۱۳۱۲ در شهر لار در استان فارس به دنیا آمد. در سال ۱۳۳۵ پس از اتمام دوره سربازی، در آزمون آموزشی روزنامه اطلاعات شرکت کرد و به عنوان نفر ششم وارد روزنامه اطلاعات شد.
اعتمادی بنیان‌گذار و سردبیر اولین مجله با مخاطب ویژه نسل جوان ایران بود. مجلهٔ جوانان از نشریات مؤسسه اطلاعات در دهه ۱۳۴۰ و ۱۳۵۰ با سردبیری اعتمادی (۱۳۴۵–۱۳۵۹) به یکی از پرفروش‌ترین مجلات ایران تبدیل شد که فراتر از مرزهای ایران حتی در دیگر کشورهای فارسی‌زبان همانند افغانستان و تاجیکستان هوادار داشت.
او بیشتر کتاب‌هایش را با نام مستعار ر. اعتمادی به چاپ رسانده‌است. او بیشتر اشتهار ادبی‌اش را به خاطر سوژه‌های داستان‌های خود دارد.
اعتمادی از اواخر دهه ۱۳۵۰ تا اواخر دهه ۱۳۷۰ نمی‌توانست با نام واقعی خود کارهایش را به چاپ برساند اما کپی‌های غیرمجاز کارهایش جزو محصولات پرفروش دستفروش‌های حوالی میدان انقلاب بود.

## آثار
۲۸ کتاب اعتمادی چاپ شده‌اند که ۱۸ تای آن‌ها قبل از چاپ به صورت پاورقی هفتگی در مجله اطلاعات هفتگی و جوانان منتشر می‌شدند. به گفته نویسنده همگی رمانهایش بر پایه شخصیتهای واقعی شکل گرفته‌اند. به عنوان نمونه ماجرای شهرزاد شخصیت و داستان کتاب شب ایرانی اعتمادی از خبری که در روزنامه بیلد آلمان منتشر شد الهام گرفته شده‌است. رمان عالیجناب عشق او که سال ۱۳۸۱ اولین بار توسط نشر شادان به چاپ رسید در سال ۱۳۹۱ برای پانزدهمین بار تجدید چاپ شد.

## سبک آثار
سبک داستان‌های اعتمادی عشقی، اجتماعی و عرفانی است. اگر چه منتقدان آثار وی را در زمره رمان‌های عامه پسند قلمداد می‌کنند ولی خود اعتمادی بر این باور است که محبوبیت یک اثر بین همه قشرها جامعه به تنهایی دلیلی کافی برای چنین طبقه‌بندی ای نمی‌باشد، کما اینکه دیوان حافظ علی‌رغم محبوبیتش در چنین گروهی جای ندارد.

## گفت و گو با روزنامه همدلی
ر. اعتمادی پس از سال‌ها در آذر ماه سال ۱۳۹۶ گفت و گویی بلند با روزنامه همدلی داشت. این گفت‌وگو گفت‌وگو که حامد داراب آن را انجام داد انعکاس گسترده‌ای داشت و روزنامه همدلی با عنوان «نخستین ممنوع القلم بودم» آن را در صفحه اول خود منتشر کرد. اعتمادی نظرات خودش دربارهٔ مذهب، ساختار مؤسسه اطلاعات، جامعه فرهنگی و ضدفرهنگی را برای نخستین بار بیان کرد. او همچنین گفت که نخستین ممنوع القلم بعد از انقلاب بوده‌است. این گفت و گو در سه صفحه منتشر شد. اعتمادی در جایی از این گفت و گو از دیدارش با مکارم شیرازی سخن گفت که رمان «تویست داغم کن» را خوانده بوده. اعتمادی در گفت و گو اشاره داشت که ایشان بعدها تغییر فرم داده‌است. او همچنین از سه ماه حضورش در شهر نو صحبت کرد؛ که منجر به نوشتن کتاب «ساکن محلۀ غم» شد. اعتمادی در این گفت و گو تأکید داشته‌است که قبل از انقلاب با مذهب همزیستی مسالمت آمیز داشته و اصلاً فکر نمی‌کرده‌است که روزی مذهب جلوی نشر کتاب‌هایش را بگیرد.

### گزیده تا سال ۱۳۵۹
کتابهایی که فقط در مجلات بچاپ رسیدند:خانه سبزعسل؛ اسب سیاه شب (مهدی محمدی)
- دختر خوشگل دانشکدهٔ من (۱۳۴۰)
- تویست داغم کن (۱۳۴۱)
- گور پریا
- برای که آواز بخوانم
- خوب من
- ساکن محله غم (۱۳۴۳ توقیف شد)
- دیروز من دیروز تو
- شاهین خبرنگار حوادث
- شاهین در دام جاسوسان
- شب ایرانی
- کفش‌های غمگین عشق
- شوک پاریسی
- یک لحظه روی پل
- باربی
- چشم‌ها
- آخرین ایستگاه شب
- بازی عشق
- جسور - زیبا ولی شیطان
- اتوبوس آبی
- خانه سبز عسل
- شاهد در آسمان
- چهل درجه زیر شب
- روزهای سخت بارانی

### گزیده بعد از سال ۱۳۷۷[۱۶]
- آبی عشق
- هشت دقیقه تا برهوت
- گل بانو
- دختر شاه پریان
- گل تی تی
- عالیجناب عشق
- هزار و یک شب عشق
- کفش‌های غمگین عشق (تجدید چاپ)
- نسل عاشقان (۱۳۸۱)
- هفت آسمان عشق
- رنگ سرخ عشق
- گنجشک‌های غم
- بازی عشق

## برای مطالعۀ بیشتر
- صائمی، رضا (۲۲ تیر ۱۴۰۲). «درباره ر.اعتمادی». هم‌میهن.
- مقدسی، محمد (۵ آبان ۱۳۹۹). «شهرزادان قصه‌گو». همشهری آنلاین.